# تشيكا هيراو
تشيكا هيراو (平尾 知佳) (31 ديسمبر 1996 في ماتسودو في اليابان – )؛ هي لاعبة كرة قدم كانت تلعب كحارس مرمى. ولعبت مع منتخب اليابان لكرة القدم للسيدات.

## وصلات خارجية
- تشيكا هيراو على موقع الاتحاد الدولي (مؤرشف)  (الإنجليزية)
- تشيكا هيراو على موقع إي إس بي إن إف سي (الإنجليزية)
- تشيكا هيراو على موقع قاعدة بيانات كرة القدم.إي يو (الإنجليزية)
- تشيكا هيراو على موقع Soccerbase.com (لاعب) (الإنجليزية)
- تشيكا هيراو على موقع Soccerway.com (الإنجليزية)
- تشيكا هيراو على موقع عالم كرة القدم.نت (الإنجليزية)
- تشيكا هيراو على موقع أوليمبيديا (الإنجليزية)